# Portada/efemèride octubre 6
Lluís Companys
« 5 d'octubre · 6 d'octubre · 7 d'octubre »